# Outkovka rumělková
Outkovka rumělková (Pycnoporus cinnabarinus) je houba z čeledi chorošovité (Polyporaceae) a řádu chorošotvaré (Polyporales). Plodnice vyrůstají v červnu až listopadu, jsou nejedlé.

## EPPO kód
PYCPCI

## Synonyma patogena

### Vědecké názvy
Pro patogena s označením outkovka rumělková (Pycnoporus cinnabarinus) je používáno více rozdílných názvů, například Coriolus cinnabarinus nebo Trametes cinnabarina.

## Zeměpisné rozšíření
Rozšířen celosvětově.

### Výskyt v Česku

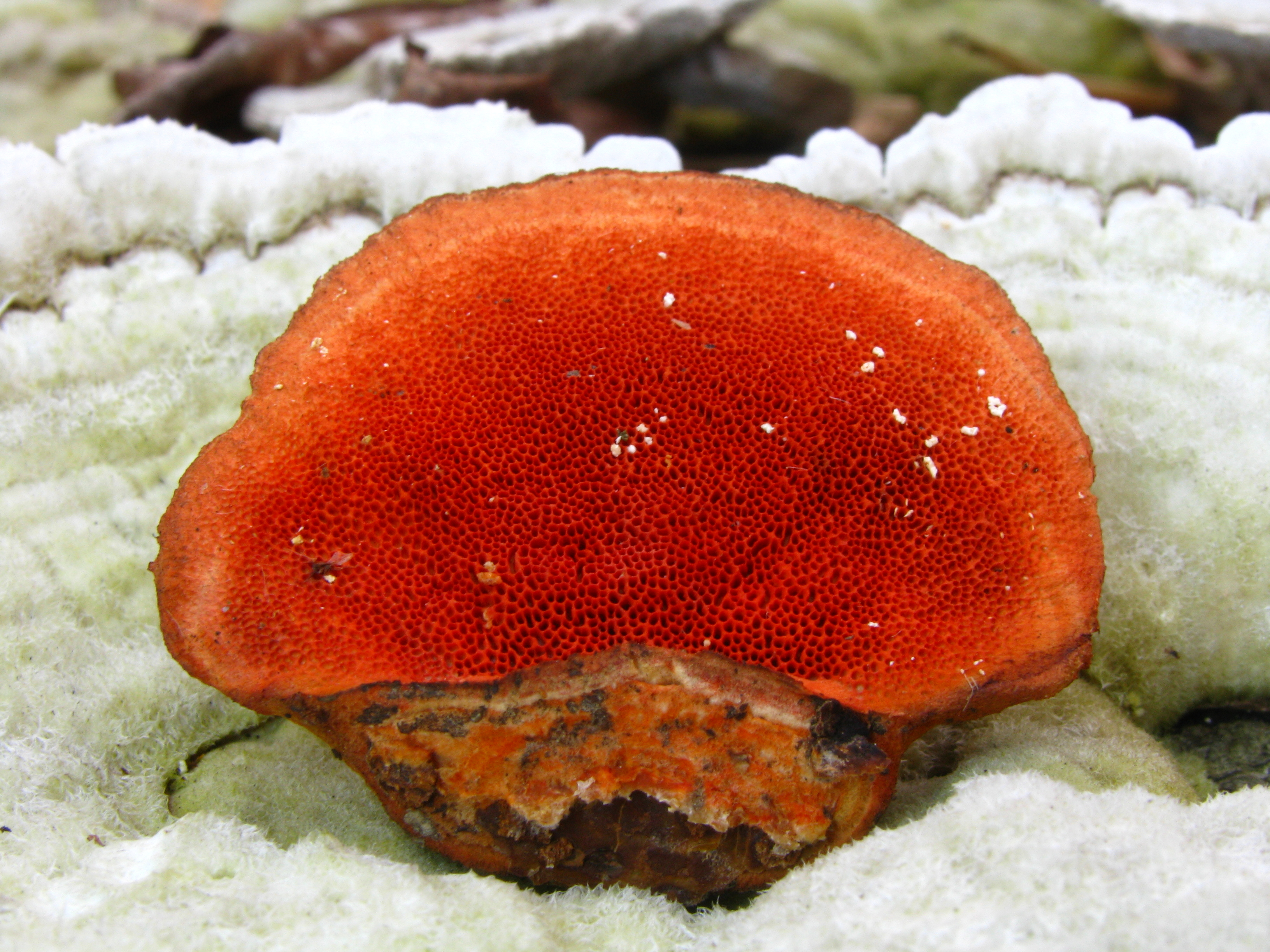
Rourky.

Pozitivní.

## Popis
Plodnice vyrůstají ve skupinách nad sebou. Jsou konzolovité, poměrně tenké. Klobouk je polokruhovitý, rumělkově, oranžově nebo skořicově červeně zbarvený, jemně plstnatý, později lysý, hrbolkatý, bočně přirostlý. Povrch je v mládí jemně plstnatý a hrbolatý, brzy olysávající s ostrým okrajem. Má šířku 20–100 mm. Výtrusný prach je bílý.

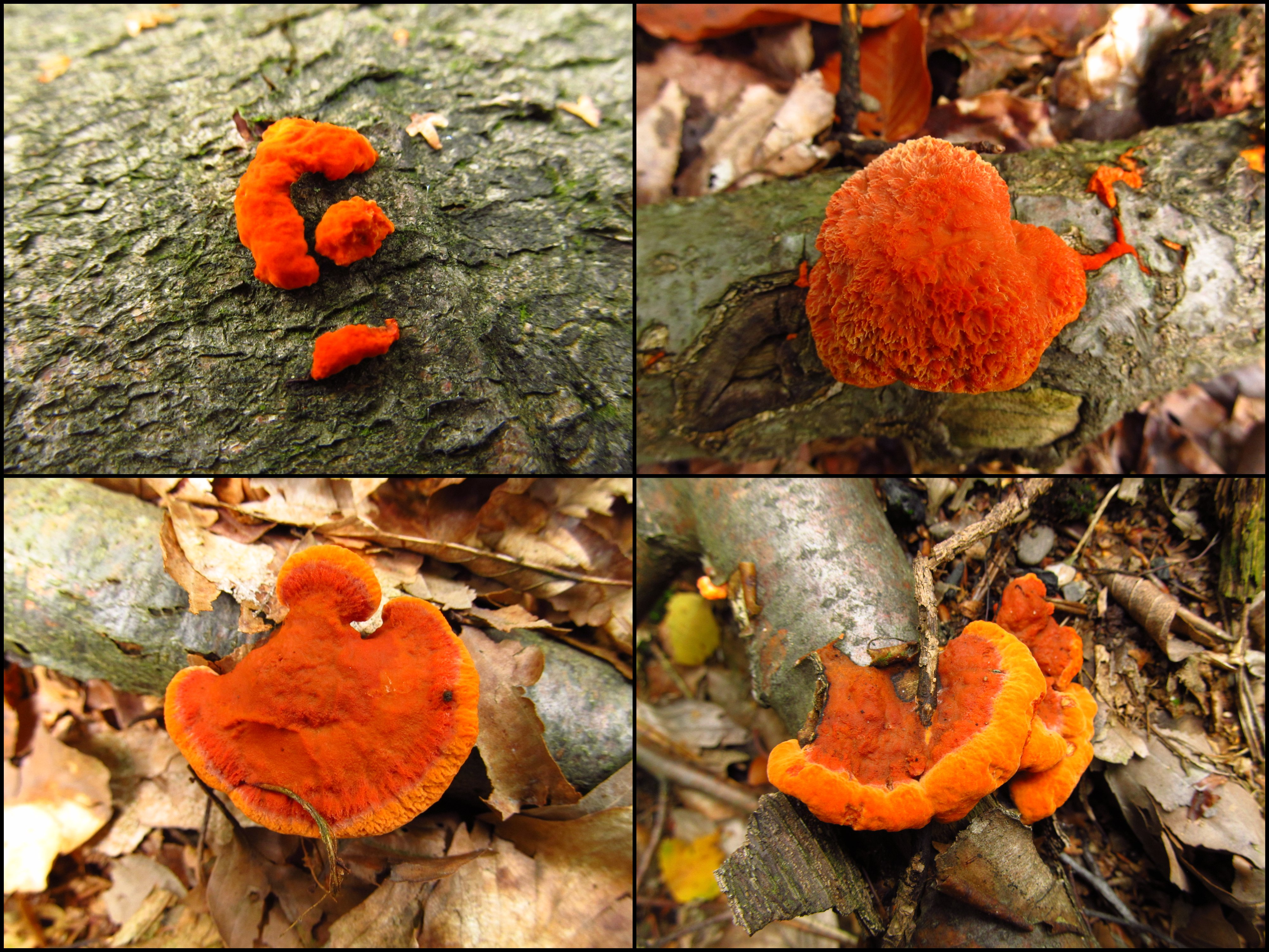

## Hostitel
Bříza, buk, třešně, jeřáb, ale i konifery.

## Příznaky
Plodnice na větvích nebo kmeni, červeně zbarvené dřevo, bílá hniloba.

## Význam
Především saprofyt, živé stromy napadá méně často.